# Marta Ascoli
Marta Ascoli (Trieste, 9 novembre 1926 – Trieste, 23 marzo 2014) è stata una scrittrice e superstite dell'Olocausto italiana.
Autrice di un libro di memorie sull'Olocausto, incentrato sulla sua esperienza di deportata al campo di concentramento di Auschwitz

## Biografia
Marta Ascoli nasce a Trieste nel 1926 in una famiglia mista, padre di origine ebraica (Giacomo Ascoli) e madre cattolica (Ida Tommasini). È battezzata ed educata alla fede cristiana cattolica, ma come Mischling ("mezzo-sangue"), all'età di 17 anni fu arrestata il 19 marzo 1944 e condotta alla Risiera di San Sabba. Da lì il 29 marzo 1944 fu deportata assieme al padre al campo di concentramento di Auschwitz a bordo del convoglio n.25T. Per non lasciare solo il padre, Marta viaggia in un vagone dove è l'unica donna.
Il 16 agosto dello stesso anno le autorità tedesche comunicarono alla madre rimasta a Trieste che il marito e la figlia erano morti nei pressi di Monaco il 20 luglio "in un attacco terroristico" durante il trasferimento ad un campo di transito in Germania. In realtà, il marito era deceduto nelle camere a gas dopo l'arrivo del convoglio il 4 aprile 1944. Marta (cui venne assegnato il numero 76749) invece sopravvisse alle selezioni, alle durissime condizioni di lavoro, alla fame, al freddo, alle malattie.
Con l'avvicinarsi delle truppe sovietiche, il 31 dicembre 1944 Marta fu trasferita al campo di concentramento di Bergen-Belsen. Qui, ormai allo stremo, decise di farla finita inoltrandosi nella zona proibita vicino alla recinzione di filo spinato che circondava il campo. La sentinella la vide, le venne incontro, le intimò di spostarsi, ma non sparò. Marta fu liberata dagli inglesi il 15 aprile 1945.
Il rientro in Italia nel giugno 1945 è carico di emozioni, per il ritorno alla vita e la sorpresa della madre che la credeva morta. Marta si sposa nel 1957 con Onofrio Puzzolo, con il quale ha due figli, Davide e Miriam.
Nell'ottobre 1986 Marta torna per la prima volta ad Auschwitz con un viaggio organizzato dall'ANED. Nel 1998 decide di mettere per iscritto le proprie memorie da Auschwitz nel libro Auschwitz è di tutti, tradotto anche in inglese e sloveno. Diviene un'attiva testimone della Shoah italiana, partecipando a numerosi incontri pubblici.
«Il Lager - ripeteva sempre - non è mai uscito dal mio cuore e dal mio cervello. Niente potrà riparare la ferita subita, ma sono convinta che noi ex-deportati possiamo fare qualcosa per gli altri, il mio ricordo non può e non deve rimanere chiuso tra le mura di casa, all'interno della famiglia, sento che la mia sventura riguarda tutti, le vittime di ogni violenza, ma anche chi continua a pensare all'altro come nemico da annientare, da liquidare».
Muore a Trieste nel 2014 all'età di 87 anni.

## Opere
- Marta Ascoli, Auschwitz è di tutti, Trieste: Lint, 1998; rist. Milano: Rizzoli, 2011; prima edizione BUR Narrativa: gennaio 2023. 
  - Auschwitz Belongs to Us All (trad. inglese), RCS Libri, 2013.
  - Auschwitz je tudi tvoj (trad. slovena di Magda Jevnikar), Trieste: Mladika, 2014. Seconda edizione maggio 2021.
  - Così per caso- Dramma olocausto scritto e diretto da Angelita Puliafito: Spettacolo teatrale ispirato alla storia di Marta Ascoli, vincitore del premio  Regia e Critica alla prima rassegna teatrale sull'olocausto nella capitale: Roma 2014